# Copa Sul-Minas 2000
In 2000 werd de eerste editie van de Copa Sul-Minas gespeeld. De competitie was de opvolger van de Copa Sul, die in 1999 gespeeld werd. Aan deze competitie namen clubs deel van de staten Paraná, Rio Grande do Sul en Santa Catarina. In 2000 namen ook clubs deel uit de staat Minas Gerais deel, waarop de competitie omgedoopt werd in Copa Sul-Minas. 
De competitie werd gespeeld van 22 januari tot 1 maart. De clubs werden over drie groepen verdeeld, de groepswinnaars en beste tweede gingen naar de halve finale. América Mineiro werd kampioen. 

## Eerste fase

### Groep A
| Plaats | Club                | Wed. | W | G | V | Saldo | Ptn. |
| ------ | ------------------- | ---- | - | - | - | ----- | ---- |
| 1.     | América Mineiro     | 6    | 3 | 2 | 1 | 10:5  | 11   |
| 2.     | Atlético Paranaense | 6    | 3 | 2 | 1 | 14:10 | 11   |
| 3.     | Internacional       | 6    | 2 | 3 | 1 | 7:5   | 9    |
| 4.     | Avaí                | 6    | 0 | 1 | 5 | 3:14  | 1    |

|  | Geplaatst voor halve finale                  |
|  | Geplaatst voor halve finale als beste tweede |

### Groep B
| Plaats | Club             | Wed. | W | G | V | Saldo | Ptn. |
| ------ | ---------------- | ---- | - | - | - | ----- | ---- |
| 1.     | Paraná           | 6    | 4 | 1 | 1 | 10:5  | 13   |
| 2.     | Figueirense      | 6    | 2 | 2 | 2 | 5:6   | 8    |
| 3.     | Grêmio           | 6    | 1 | 3 | 2 | 6:5   | 6    |
| 4.     | Atlético Mineiro | 6    | 1 | 2 | 3 | 2:7   | 5    |

|  | Geplaatst voor halve finale |

### Groep C
| Plaats | Club           | Wed. | W | G | V | Saldo | Ptn. |
| ------ | -------------- | ---- | - | - | - | ----- | ---- |
| 1.     | Cruzeiro       | 6    | 4 | 1 | 1 | 11:4  | 13   |
| 2.     | Coritiba       | 6    | 3 | 1 | 2 | 9:11  | 10   |
| 3.     | Juventude      | 6    | 2 | 2 | 2 | 11:9  | 8    |
| 4.     | Grêmio Maringá | 6    | 0 | 2 | 4 | 4:11  | 2    |

|  | Geplaatst voor halve finale |

## Knock-outfase
|  | Halve finale        | Halve finale    | Halve finale |   |          | Finale | Finale | Finale |
|  |                     |                 |              |   |          |        |        |        |
|  | Paraná              | 1               | 1            |   |          |        |        |        |
|  | Cruzeiro            | 2               | 1            |   |          |        |        |        |
|  | Cruzeiro            | 2               | 1            |   | Cruzeiro | 0      | 1      |        |
|  |                     |                 |              |   | Cruzeiro | 0      | 1      |        |
|  |                     | América Mineiro | 1            | 2 |          |        |        |        |
|  | Atlético Paranaense | América Mineiro | 1            | 2 | 2        | 2 (2)  |        |        |
|  | Atlético Paranaense |                 |              |   | 2        | 2 (2)  |        |        |
|  | América Mineiro     | 2               | 2 (4)        |   |          |        |        |        |

### Kampioen
| Copa Sul-Minas de 2000              |
| Minas Gerais                        |
| ----------------------------------- |
| AMÉRICA MINEIRO Kampioen (1° titel) |